# Palazzo Soliano

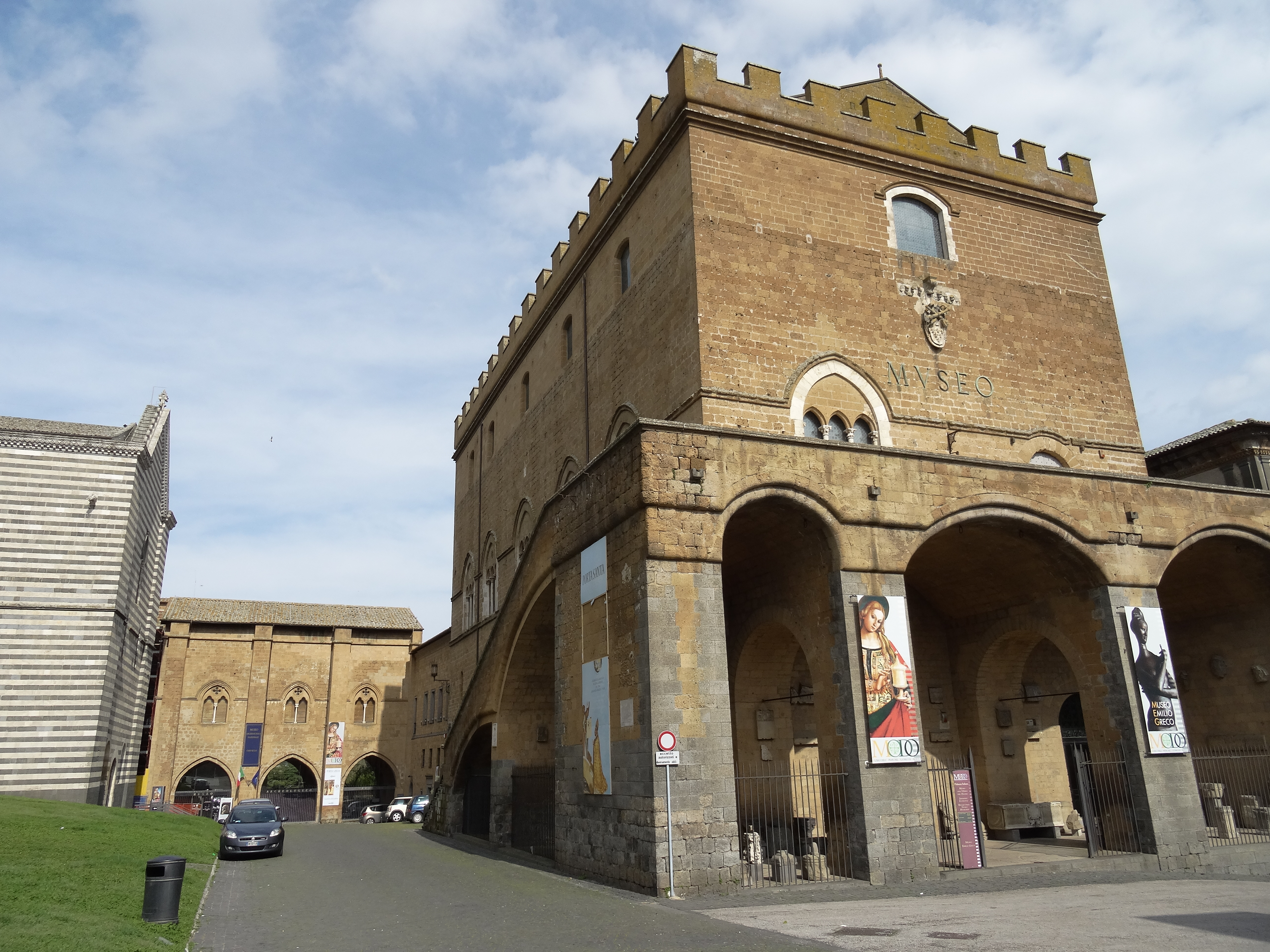
Le Palazzo Soliano, siège du Museo dell'Opera del Duomo.

Le Palazzo Soliano  est un des palais, du complexe papal,  érigé entre 1296 et 1304 situé sur le parvis à gauche, de la cathédrale d'Orvieto, 
Il accueille : 
- Au rez-de-chaussée : Le musée Emilio Greco
- Au premier étage : le siège du musée de l'Œuvre.